# Фернандес, Брэндон
Брэндон Фернандес (англ. Brandon Fernandes; 20 сентября 1994, Маргао, Гоа, Индия) — индийский футболист, полузащитник клуба «Гоа» и сборной Индии.

## Биография

### Клубная карьера
Заниматься футболом начал в 6 лет, когда родители отвели его в футбольную школу «Франса-Пакс». Затем он сменил несколько школ в своём родном штате Гоа, пока не оказался в школе клуба «Салгаокар», где выступал за команды до 14, до 16 и до 19 лет. В 2010 году Фернандес присоединился к футбольной академии «ASD Cape Town» в ЮАР. Там же он начал выступать на взрослом уровне, представляя команду академии в третьей по значимости лиге ЮАР.
В начале 2015 года Фернандес вернулся в Индию, где стал игроком клуба Ай-лиги «Спортинг Клуб де Гоа», за полгода в котором сыграл 9 матчей и забил 3 гола. Летом того же года подписал контракт с клубом Суперлиги «Мумбаи сити», однако не смог закрепиться в новой команде и вскоре был отдан в клуб из Ай-лиги «Мохун Баган». В 2017 году также играл в Ай-лиге за клуб «Черчилль Бразерс».
Летом 2017 года Фернандес вернулся в Суперлигу, подписав контракт с клубом «Гоа». В 2019 году вместе с клубом он стал победителем Суперкубка Индии, причём в финальном матче против «Ченнайин» Фернандес забил победный гол и установил окончательный счёт 2:1.

### Карьера в сборной
В 2014 году Фернандес представлял штат Гоа на домашних для Гоа Лузофонских играх и вместе с командой стал победителем футбольного турнира.
Также Фернандес активно вызывался в юношески сборные Индии. В главную сборную страны был впервые вызван на товарищеский матч со сборной Кюрасао 5 июня 2019 года, в котором вышел на поле в стартовом составе и отыграл 67 минут.

## Достижения
«Гоа»
- Обладатель Суперкубка Индии: 2019

Сборная Гоа
- Победитель Лузофонских игр: 2014